# Киевски академичен театър на украинския фолклор „Берегиня“
Киевският академичен театър на украинския фолклор „Берегиня“ (на украински: Київський академічний театр українського фольклору «Берегиня») е театър в Киев, Украйна.

## История
Театър „Берегиня“ е основан през 1988 г. по инициатива на група фолклористи под ръководството на народния артист на Украйна Микола Буравски с подкрепата на Националния съюз на композиторите на Украйна, Националния съюз на писателите на Украйна и Института по изкуствознание, фолклор и етнология „Максим Рилски“ към национална академия на науките на Украйна.
През 2004 г. за изключителни постижения в развитието на украинското музикално изкуство театърът „Берегиня“ получава статут на „академичен“ (със Заповед на Министерството на културата и изкуствата на Украйна от 15.09.2004 г., №629).
Името на театъра идва от названието на славянските женски божества берегини.

## Гастроли
Киевският академичен театър на украинския фолклор „Берегиня“ представя украинската национална култура в чужбина чрез серия от представления в различни държави. Театърът гастролира в Германия, Полша, Холандия, България, Испания, Монако, Австрия, Франция, Италия, Турция, Гърция, Швейцария, Румъния, Египет, Израел, Република Южна Африка, Южна Корея, Япония и други. На Международния театрален конкурс в Йоханесбург (ЮАР) театър „Берегиня“ печели пет златни и една сребърна грамота, заемайки първо място в общото класиране сред участниците във фестивала. На Международния театрален конкурс в Пхенян (Северна Корея) състезателните програми на театъра са отличени с две златни и две сребърни награди, две международни награди и голямата награда на международния конкурс.

## Театрална трупа
Творческият екип на украинския фолклорен театър „Берегиня“ се състои от професионални изпълнители – певци, музиканти и танцов състав. В различни периоди от време в театъра са работили заслужилите артисти на Украйна Надя Буравска, Анатолий Пахомов, Степан Школни, Ярослав Цебрински, Тетяна Халаш, както и общо 18 лауреати на международни конкурси. Музикалният съпровод към театралните представления се изпълнява както на професионални музикални инструменти, така и на малко известни звукови, шумови и епизодични народни инструменти, които подчертават музикалните особености на изпълняваните произведения според съответния фолклорен регион на Украйна. Сценичните костюми на артистите са изработени по образци на етнографски костюми, върху които са работили някои от най-добрите художници на Украйна.
През 1995 г. към театъра е създаден детски фолклорен ансамбъл „Берегинка“. Детският ансамбъл е лауреат на украински и международни фестивали.

## Репертоар
Основната цел на Киевския академичен театър за украински фолклор „Берегиня“ е представянето на най-добрите образци на украинското народно музикално-театрално творчество. Репертоарът на театъра включва концертни програми и тематични представления, базирани на използването на фолклорни и етнографски записи на народни обреди, обичаи и ритуали, песни, музика и танци, остроумен народен хумор.
- „Славни запорожки казаци“ (на украински: Славні козаки запорожці)
- „Обичайте се, братя мои“ (на украински: Любітеся, брати мої)
- „Партизанска слава“ (на украински: Партизанська слава)
- „Жени“ (на украински: Женчики)
- „Украински вертеп“ (на украински: Український вертеп)
- „Трансднепърска сватба“ (на украински: Наддніпрянське весілля)
- „Купалски светлини“ (на украински: Купальські вогні)
- „Веснянки“ (на украински: Веснянки)
- „Украинско народно многогласие“ (на украински: Українське народне багатоголосся)
- „Млечен път“ (на украински: Чумацький шлях)
- „И от другите се учете, и своите не избягвайте“ (на украински: І чужому научайтесь, і свого не цурайтесь)
- „Русалии“ (на украински: Русалії)
- „Аз – твоята съдба“  (на украински: Я — твоя доля) (по произведения на Леся Украинка)
- „Конотопска вещица“ (на украински: Конотопська відьма)[4]